# Liste der Kulturdenkmäler in Veitsrodt
In der Liste der Kulturdenkmäler in Veitsrodt sind alle Kulturdenkmäler der rheinland-pfälzischen Ortsgemeinde Veitsrodt aufgeführt. Grundlage ist die Denkmalliste des Landes Rheinland-Pfalz (Stand: 12. Juni 2023).

## Einzeldenkmäler
| Bezeichnung         | Lage                            | Baujahr | Beschreibung | Bild            |
| ------------------- | ------------------------------- | ------- | --- | --------------- |
| Schulhaus           | Hauptstraße 19 Lage             | 1882    | sechsachsiger zeittypischer Landschulbau, 1882 | BW              |
| Evangelische Kirche | Kirchstraße, hinter Nr. 16 Lage | 1752    | Saalbau mit mehrgeschossigem Dachreiter, 1752; reiche Ausstattung, Bernhard Engisch, Kirn; Orgel, den Gebrüdern Stumm zugeschrieben; Marienglocke, 1499 von Nikolaus von Echternach | Fotos hochladen |